# Munchkin (chat)
Pour les articles homonymes, voir Munchkin.
Pour un article plus général, voir Chat.
Le munchkin est une race de chat originaire des États-Unis, issu de mutation génétique spontanée (l'achondroplasie) survenue en 1983. Ce chat est caractérisé par ses pattes courtes, d'où le surnom de « chat basset » qu'on lui donne parfois. Il est souvent qualifié de « chat miniature » ou de « chat nain », bien que ce soit faux, puisque le munchkin possède un corps de taille normale. Seules ses pattes sont plus courtes que la moyenne.

## Origines
Le nom de munchkin vient du film Le Magicien d'Oz, dont l'héroïne rencontre un peuple d'humanoïdes de petite taille nommés Munchkins. Tous les sujets actuels descendraient de Blackberry. Depuis la naissance de la race, des croisements ont été effectués avec d'autres chats, cependant il est important que le munchkin garde son type modéré et proche de l'Européen.

## Histoire

### Création de la race
Des chats à pattes courtes ont été documentés à plusieurs reprises dans le monde depuis les années 1940. Un rapport vétérinaire britannique datant de 1944 mentionnait quatre générations de chats à pattes courtes, similaires aux chats normaux à l'exception de la longueur des pattes. Cette lignée a disparu pendant la Seconde Guerre mondiale, mais d'autres chats à pattes courtes ont été repérés en Russie en 1956 et aux États-Unis dans les années 1970.
En 1983, Sandra Hochenedel, une professeure de musique à Rayville, en Louisiane, a découvert deux chattes enceintes qui avaient été poursuivies sous un camion par un chien. Elle a gardé l'un des chats et l'a nommé Blackberry. La moitié de ses chatons étaient nés avec des pattes courtes. Hochenedel a donné un chaton mâle à pattes courtes d'une portée de Blackberry à une amie, Kay LaFrance de Monroe, en Louisiane, et elle a nommé le chaton Toulouse. C'est de la portée de Blackberry et Toulouse que descend la race Munchkin d'aujourd'hui.

### Historique de l'enregistrement de la race Munchkin
Le chat Munchkin a été présenté pour la première fois au grand public en 1991 lors d'un concours national de chats diffusé à la télévision par The International Cat Association (TICA) à Davis, en Oklahoma. Cependant, la race ne serait pas officiellement reconnue à ce moment-là. Certains critiques prévoyaient que la race développerait des problèmes de dos, de hanches et de pattes similaires à ceux qui touchent certains teckels. Pendant de nombreuses années, la race Munchkin n'était pas acceptée dans les compétitions félines en raison de l'élevage controversé. La Dre Solveig Pflueger, une juge de concours, généticienne et présidente du Comité génétique de la TICA, a été une fervente défenseure de la reconnaissance officielle de la race. Pflueger était également éleveuse de chats Munchkin, ayant reçu initialement deux chats de Hochenedel. Malgré une grande controverse, le Munchkin a été proposé comme une nouvelle race par les éleveurs fondateurs Laurie Bobskill et Robert Bobskill du Massachusetts et a été accepté par la TICA dans son programme de développement de nouvelles races en septembre 1994. Une juge vétérante, Katherine Crawford, a démissionné en signe de protestation, qualifiant la race d'outrage aux éleveurs ayant des éthiques,. La race Munchkin a obtenu le statut de champion TICA en mai 2003,,.
Actuellement, les seuls registres qui reconnaissent pleinement la race sont le TICA et le Conseil félin d'Afrique du Sud. Il existe une controverse parmi les éleveurs de chats de race concernant quelles mutations génétiques sont anormales et potentiellement désavantageuses pour le chat. Katie Lisnik, directrice de la protection et des politiques relatives aux chats à la Société protectrice des animaux des États-Unis, a déclaré : "Élever des animaux pour des caractéristiques physiques exagérées, en particulier lorsque cela compromet la santé générale, est irresponsable". Plusieurs registres félin ne reconnaissent pas le Munchkin : la Fédération Internationale Féline, qui refuse de reconnaître ce qu'ils considèrent comme une race basée sur une "maladie génétique", l'achondroplasie,. Le Gouverning Council of the Cat Fancy refuse également de reconnaître la race, considérant cette race et d'autres similaires comme "inacceptables" car elles sont basées sur une "structure ou un développement anormal",,. La race n'est pas non plus reconnue par la Association féline des amateurs.

## Standards
Pour qu'un chat soit reconnu comme un munchkin, il faut qu'il se conforme au standard de cette race féline. Si certains critères ne sont pas respectés, le chat n'est pas accepté comme membre de la race.

### Corps

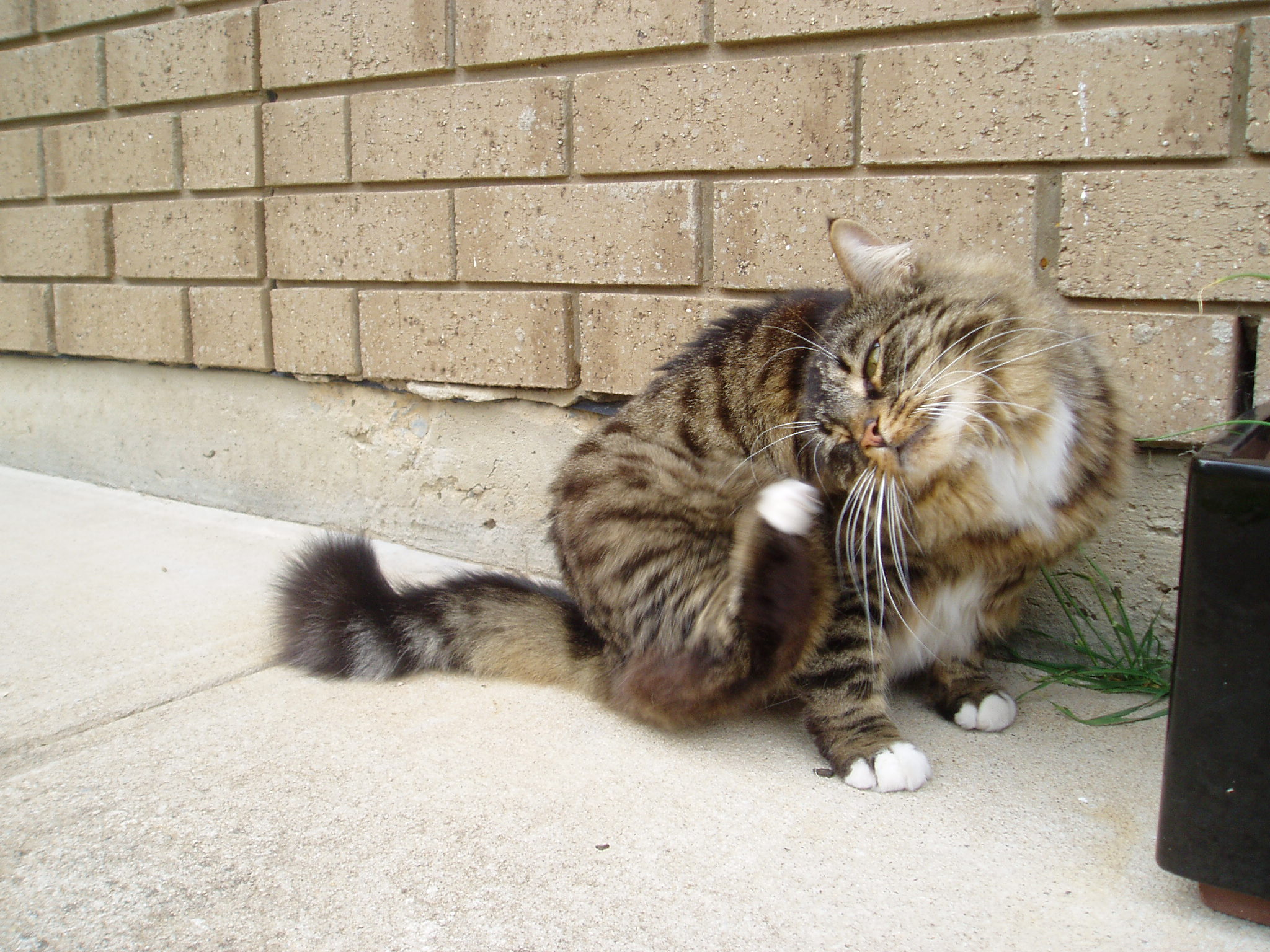
Une femelle munchkin prouve que ses petites pattes ne l'empêchent pas de se gratter.

Le munchkin présente une morphologie équilibrée et ne doit évoquer aucune autre race hormis l'european shorthair. De type semi-foreign, le corps, de taille moyenne à grande, s'inscrit dans un rectangle. Le dos ne doit pas être creux, ce qui constitue une faute éliminatoire en exposition. La poitrine, large et bien développée, est de forme cylindrique. L'ossature et la musculature sont bien développés. Les omoplates sont saillantes. L’encolure est de taille moyenne, assez épaisse et bien musclée. La queue est de longueur moyenne, épaisse à la base et arrondie au bout. Elle est portée bien droite lorsque le chat est en mouvement. En exposition féline, des pénalités sont infligées aux chats manquant de tonus musculaire ou ayant un type trop fin ou trop lourd. De même, toute ressemblance à une autre race est disqualificatoire.
Les pattes, qui distinguent le munchkin des autres races, sont courtes, bien musclés, et solides. Les pattes doivent être droites : des membres cagneux ou panards sont éliminatoires en exposition. De même, comme pour toutes les autres races, il est proscrit de présenter un chat marchant avec difficulté ou n'arrivant pas à se tenir debout. Le bras et l'avant-bras doivent être de même longueur, tandis que la cuisse et le jarret ont une longueur similaire, sans être égale. L'ossature est moyenne. Les postérieurs peuvent être légèrement plus hauts que les antérieurs. Les pieds sont ronds et fermes. On remarque une différence de taille entre les mâles et les femelles. Ces dernières sont généralement un peu plus petites.

### Tête
Proportionnée au corps, la tête forme un triangle adouci. Les mâles ont une tête légèrement plus large que celle des femelles. Le front et le crâne sont légèrement arrondis. Le nez ne présente pas de stop, mais un léger changement de direction. Le museau est fort, sans cassure avec les joues (absence de pinch), avec un menton ferme. Les yeux sont de taille moyenne à grande, en forme de noix, et sont placés de biais. La couleur des yeux, qui n'est pas nécessairement en accord avec celle de la robe, est la plus brillante possible. Les oreilles, de taille moyenne sont larges à leur base et arrondies à l'extrémité. Elles sont placées assez éloignées l'une de l'autre et bien fournies en poils sur les sujets à poil long. Un nez long et une tête ou des yeux ronds sont pénalisés en exposition.

### Robe
Les munchkins existent en poil court et mi-long. Tous les patrons et toutes les robes sont acceptés, hormis la couleur ambre. Chez les sujets à poil court, la fourrure, moyennement dense et lustrée, est couchée sur le corps, sans trop de sous-poil. Chez les sujets mi-longs, les poils sont soyeux et également avec peu de sous-poil. Une légère collerette est acceptée. Il est préféré une culotte bien fournie et une queue en panache.

### Mariages autorisés
Les croisements avec tout chat de gouttière sont autorisés par la TICA, le WCF et le SAAC. Le LOOF accepte les mariages avec l'european shorthair.

## Génétique
La mutation génétique à l'origine du caractère court sur pattes des munchkins est appelée achondroplasie. Il s'agit d'une variété de nanisme.
L'allèle responsable de la mutation est dominant, et s'il est présent en double exemplaire, rend l'œuf fécondé non viable, ce qui entraîne de plus petites portées lorsque deux chats présentant le gène sont accouplés. Tous les munchkins possèdent un exemplaire de l'allèle codant le phénotype munchkin (noté M pour l'exemple) et un exemplaire de l'allèle codant le phénotype des pattes normales (noté m).
Lors du croisement de deux munchkins (Mm), on a donc, selon l'Échiquier de Punnett :
- 50 % de chatons munchkin (Mm) ;
- 25 % de chatons normaux (mm) ;
- 25 % d'œufs non viables, c'est-à-dire que la division cellulaire n'aura pas lieu une fois l'œuf fécondé (MM).

Si on croise un munchkin (Mm) avec un chat normal (mm), on a :
- 50 % de chatons munchkin (Mm) ;
- 50 % de chatons normaux (mm).

## Santé
L'impact de cette mutation sur la santé de la race n'est pas encore totalement connu, bien que de nombreuses études portent déjà sur le sujet. La race n'ayant été officiellement introduite qu'en 1991, elle est encore considérée comme jeune. Chez le chat, comme chez la plupart des animaux, la mutation n'affecte que la taille des pattes et n'a pas d'incidence sur la tête, les mains ou les pieds, comme c'est le cas chez l'humain, bien qu'il s'agisse du même gène responsable de la mutation : les études génétiques s'entendent pour dire qu'il s'agit d'une forme de nanisme provoquée par un nouveau gène de nanisme autosomique dominant, l'UDP-glucose6-déhydrogénase (UGDH).
Les vétérinaires, généticiens et associations félines continuent à examiner la race avec soin[source insuffisante], principalement pour éviter les dérives[réf. nécessaire]. C'est notamment le cas du LOOF[source insuffisante] qui organise plusieurs fois par an des "spéciales d'élevage" afin de surveiller l'évolution de la race. Par crainte que le gène ne se développe chez le chat comme il s'est développé chez l'humain et affecte les articulations en entrainant des cas d'arthrose sévères car ses membres plus courts pouvaient affecter son niveau d'activité, dès 1995, plusieurs éleveurs ont fait passer des radiographies à leurs munchkins les plus âgés et les ont examinés à la recherche de signes de problèmes articulaires ou osseux, sans en trouver,.
Récemment, une étude menée par les Dr. Lisa M. Anderson, Derek B. Fox, et plusieurs autres chercheurs de l'Université du Missouri sur des munchkins américains de plusieurs élevages a prouvé[réf. nécessaire] que la condition du munchkin mène justement à une utilisation plus importante des articulations, ce qui permet moins d'arthrose, même à un âge avancé. Les chats âgés observés dans le cadre d'études ont démontré une "position anatomique normale" des vertèbres et aucune difformité spinale, c'est-à-dire aucune lordose (courbure excessive de la colonne vertébrale), ce qui permet de penser que le munchkin n'est pas plus handicapé par ses courtes pattes pour sauter, courir ou chasser qu'une loutre, un furet ou tout autre mustélidé naturellement doté de pattes courtes. Bien que certains prétendent toujours le contraire[non neutre], cela dément les observations antérieures[source insuffisante].
L'étude d'Anderson & all. a montré par ailleurs que le phénotype félin est dépourvu des malformations communément associées à l'achondroplasie (notamment humaine). Les scientifiques n'ont observé en effet aucun pectus excavatum (poitrine creuse), notant une "évaluation normale des membres thoraciques" chez tous les sujets examinés, ni aucune différence ni torsion sur l'alignement du plan frontal de l'humérus entre les chats normaux et les chats nains étudiés.
De nouvelles études sont menées régulièrement pour continuer à identifier les problèmes potentiels sur la race, notamment les recherches depuis 2012 du Dr. Leslie Lyons (professeur agrégé au University of Missouri College of Veterinary Medicine), qui a aidé à cartographier le gène UGDH et son implication sur le nanisme, ou l'étude auprès des éleveurs menée par le club de race de France, dont les résultats ne sont pas encore parus.
Toutefois, les généticiens, spécialistes et vétérinaires qui ont étudié la race s'entendent pour mettre en garde les éleveurs, mais aussi les propriétaires, sur les dérives qui tendent à multiplier les mutations chez un même chat (en particulier en mariant par exemple le munchkin avec d'autres races dont la mutation affecte la pilosité ou les cartilages, osteochondrodysplasie en particulier) et à ne pas essayer de sélectionner les pattes les plus courtes possibles en vue de produire un hypertype),.

## Caractère
Selon le club des chats minipattes, un groupe d'éleveurs de munchkins, ce chat serait réputé pour conserver son caractère de chaton une fois parvenu à l'âge adulte. Ce serait un chat très sociable, au tempérament plutôt grégaire. D'après le LOOF, il serait généralement actif et la taille de ses pattes ne l'empêcherait pas de courir, de sauter ou de chasser.[source insuffisante]
Ces traits de caractère restent toutefois parfaitement individuels et sont avant tout fonction de l'histoire de chaque chat.